# Kecamatan Susukan (distrikt i Indonesien, lat -7,42, long 110,59)
Kecamatan Susukan är ett distrikt i Indonesien.   Det ligger i provinsen Jawa Tengah, i den västra delen av landet, 400 km öster om huvudstaden Jakarta.